# Lignocarpa
Lignocarpa är ett släkte i familjen flockblommiga växter. Det beskrevs av John Wyndham Dawson 1967.

## Arter
Släktet omfattar två arter som bägge förekommer på Sydön i Nya Zeeland:
- Lignocarpa carnosula (Hook.f.) J.W.Dawson
- Lignocarpa diversifolia (Cheeseman) J.W.Dawson